# Zea
Zea también es la abreviatura del botánico Francisco Antonio Zea (1770-1822)
El género Zea comprende varias especies de poáceas o gramíneas de origen americano, de las cuales la única que cuenta con valor económico es Z. mays mays, conocida como maíz, un cereal de alto valor energético cultivado para el consumo humano y animal. Todas las otras especies y subespecies reciben el nombre común de teosinte. 

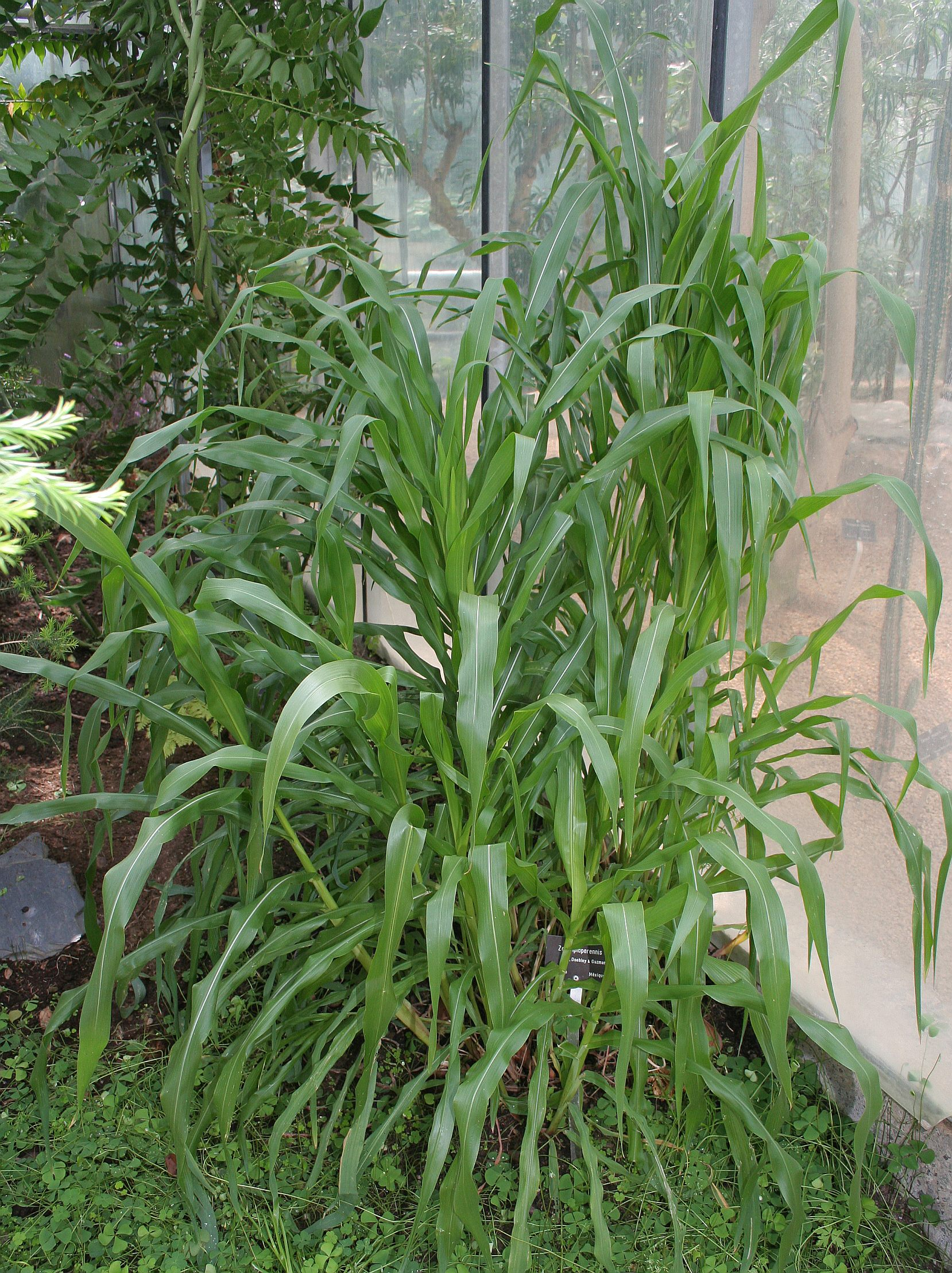
Zea diploperennis

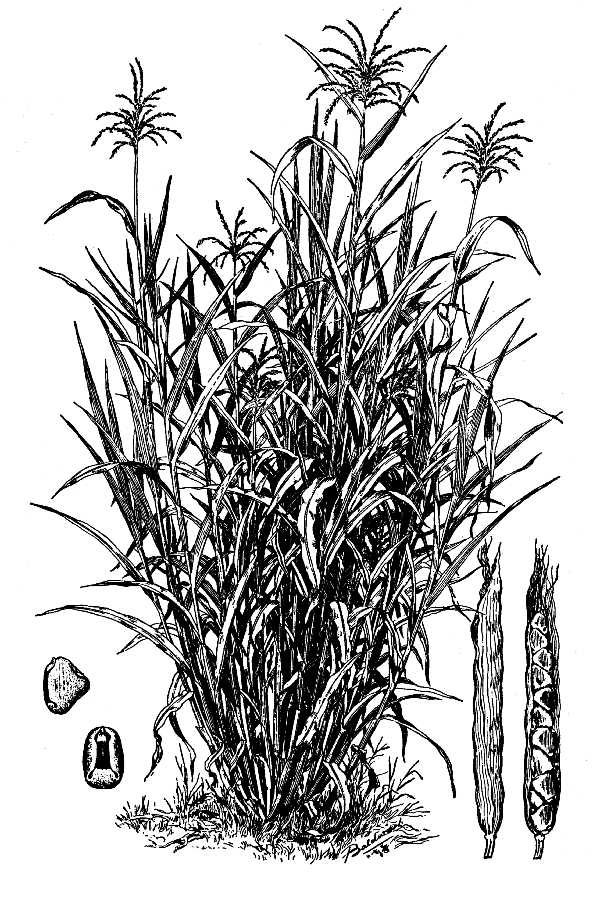
Zea mexicana

## Descripción
Son plantas anuales robustas o perennes, cespitosas o rizomatosas; tallos con muchos entrenudos, sólidos, a menudo con raíces fúlcreas; plantas monoicas. Hojas en su mayoría caulinares; lígula una membrana; láminas grandes, lineares, aplanadas. Inflorescencias unisexuales; inflorescencia estaminada una panícula de racimos, terminal, entrenudos del raquis no articulados, delgados; espiguillas estaminadas pareadas, unilaterales, una espiguilla de cada par sésil o subsésil, la otra pedicelada, los pedicelos libres, glumas herbáceas, multinervias, flósculos superiores e inferiores similares, ambos estaminados, lema y pálea hialinas, lodículas 3, estambres 3; inflorescencia pistilada una espiga solitaria, axilar, delgada, envuelta en 1–numerosas espatas, entrenudos del raquis desarticulándose, hinchados, espiguillas pistiladas sésiles, solitarias, dísticas en 2 hileras, profundamente hundidas y casi envueltas por el entrenudo del raquis (cúpula), callo oblicuo, truncado o aplanado, gluma inferior endurecida, lisa, inconspicuamente alada en la punta, gluma superior membranácea, flósculo inferior estéril, lema inferior pequeña, hialina, pálea inferior pequeña, hialina, flósculo superior pistilado, lodículas ausentes, estilo y estigma solitarios, muy largos, las puntas extendiéndose más allá de las espatas envolventes. Fruto una cariopsis; hilo punteado. En Zea mays ssp. mays la inflorescencia pistilada es una mazorca masiva, dura, fibrosa, entrenudos del raquis no desarticulándose, espiguillas pareadas, sésiles, polísticas en 4–36 hileras, insertadas superficialmente en la mazorca, callo agudo, glumas membranáceas, flósculo inferior generalmente estéril o raramente pistilado, flósculo superior pistilado, lemas y páleas membranáceas.
Varias otras especies del género, conocidas colectivamente como teosintes, han desarrollado un aspecto similar al del maíz como contramedida a su erradicación selectiva por los granjeros.
Las especies del género Zea presentan por lo general un tallo hueco, similar al del bambú, del que, según la especie, pueden derivar o no ramificaciones. Si bien Z. nicaraguensis y Z. perennis son perennes, la mayoría de las especies son anuales. Pese a su breve ciclo vital, alcanzan varios metros de altura.
Virtualmente todas las poblaciones de teosinte están amenazadas o en riesgo: Zea diploperennis existe en un área de solo unos pocos km²; Zea nicaraguensis sobrevive en aproximadamente una sola subpoblación de 6000 plantas en un área de 200×150 m.  Los gobiernos de México y de Nicaragua han reaccionado recientemente para proteger las poblaciones silvestres de teosinte, usando tanto métodos de conservación in-situ y ex-situ. Hay mucho interés científico en estos trabajos benéficos, y en otros como resistencia a insectos, perennialismo, tolerancia a inundación. 

## Taxonomía
El género fue descrito por Carlos Linneo  y publicado en Species Plantarum 2: 971, en 1753.

#### Etimología
Zea: proviene del latín Zĕa, usado por el escritor romano Plinio el Viejo (Historia naturalis,18, 81) para referirse al: Triticum spelta (espelta, también conocido como escaña mayor o escanda mayor).

## Taxones aceptados
Comprende 40 especies descritas y de estas, solo 6 aceptadas.
- Zea diploperennis Iltis, Doebley & R.Guzmán
- Zea luxurians (Durieu & Asch.) R.M.Bird
- Zea mays L. - "maíz"
  - Zea mays mays
  - Zea mays mexicana H.H.Iltis
- Zea mexicana (Schrad.) Kuntze, Reeves & Mangelsd.
- Zea nicaraguensis Iltis & B.F.Benz
- Zea perennis (Hict.) Reeves & Mangelsd.[3]